# Hausfrauen-Report 3
Hausfrauen-Report 3. Teil ist der Name eines Sexfilms aus dem Jahr 1972 von Eberhard Schröder.

## Handlung
Das junge Paar Brigitte und Bernd Mittler machen Befragungen über das Sozialleben von Hausfrauen. Die gegebenen Antworten werden während der Handlung als nicht aufeinander bauende Episoden dargestellt. So wird eine vernachlässigte Hausfrau auf der verzweifelten Suche nach einer Affäre gezeigt. Später wird dargestellt, wie sich eine Referendarin in einen ihrer eigenen Schüler verliebt oder wie eine junge Frau aus der DDR mit ihren Reizen die Männer in Westdeutschland verführt. Eine junge Firmenerbin wurde von ihren Eltern mit einem Mann verheiratet, so dass die Ehe unter keinem guten Stern steht. Sie findet ihr Glück im Sohn ihres Rechtsanwalts. Auch wird die Sexualpraktik des Rollenspiels am Beispiel eines Ehepaars thematisiert. So muss die Ehefrau ihren Ehemann mit dem Verhalten und im Kostüm einer Prostituierten zum Sex animieren. Ein Friseurmeister kann seine fremdgehende Frau nach der Einnahme von Potenzmitteln wieder befriedigen. 

## Hintergrund
Der Film bildet den dritten Teil der Hausfrauen-Report-Reihe. Er erschien unter dem Namen Give 'em an Inch im Vereinigten Königreich.

## Kritik
„Der angeblich wissenschaftlich belegte "Report" über das sexuelle Verhalten der Frau, wobei es diesmal um den "Freizeit-Sex" von Deutschlands grünen Witwen geht. Ohne Informationswert. Ärgerlich besonders deswegen, weil die vorgezeigten "Fälle", die von einer jungverheirateten Interviewerin recherchiert werden, als normal hingestellt werden.“

„Bumsfideler Blödsinn aus den wilden 70ern.“

Cinema bezeichnet den Film als „Erotik-Trash aus der Report-Reihe der schlüpfrigen Siebziger-Jahre“ und „frivoler Quatsch“.

## Trivia
- Der Film wurde am 27. September 2019 auf Tele 5 als Teil des Sendeformats Die schlechtesten Filme aller Zeiten ausgestrahlt.